# Enyo lyctus
Enyo lyctus är en fjärilsart som beskrevs av Herrich-Schäffer 1854. Enyo lyctus ingår i släktet Enyo och familjen svärmare. Inga underarter finns listade i Catalogue of Life.